# Charles Desnos
Charles Jules Pierre Desnos, dit Charles Desnos-Gardissal (Paris, 17 avril 1832 - Montfermeil, 15 octobre 1882), est considéré comme l'inventeur du Vélocipède perfectionné, le vélo à deux pédales mis au point par l'ajout d'une chaîne à rouleaux entraînant la roue arrière. C'est l'étape finale de l'évolution du vélocipède à la bicyclette.

## Contexte et invention
Début 1868, K.J. Winslow avait développé la première vélocipède avec roue motrice arrière.
Début 1868, Charles Dubos avait développé un système de pédalage circulaire sur un tricycle avec pédalier classique, pignon arrière et chaine.
Charles Desnos combine ces deux inventions dans sa nouveauté, la Vélocipède perfectionné, qui possède entre les pédales et la roue motrice arrière une chaine à rouleaux. Il décrit dans son brevet du 19 août 1868 en effet tous les éléments qui constituent un vélo.

## Biographie
Il était ancien élève de l'École centrale Paris (Promotion 1853) .
Il était ingénieur-directeur à l'Office des brevets d'invention et éditeur scientifique de L'Invention. Journal de la propriété industrielle.
Il a écrit plusieurs ouvrages à propos des brevets et d'autres domaines technologiques comme la télégraphie.